# Villaviciosa de Córdoba (ort)
Villaviciosa de Córdoba är en ort i Spanien.   Den ligger i provinsen Province of Córdoba och regionen Andalusien, i den centrala delen av landet, 280 km söder om huvudstaden Madrid. Villaviciosa de Córdoba ligger 692 meter över havet och antalet invånare är 3 647.
Terrängen runt Villaviciosa de Córdoba är huvudsakligen lite kuperad. Villaviciosa de Córdoba ligger uppe på en höjd. Runt Villaviciosa de Córdoba är det mycket glesbefolkat, med 7 invånare per kvadratkilometer. Villaviciosa de Córdoba är det största samhället i trakten. 